# Mesida pumila
Mesida pumila là một loài nhện trong họ Tetragnathidae.
Loài này thuộc chi Mesida. Mesida pumila được miêu tả năm 1877 bởi Thorell.